# Адзопе
Адзопе́ — город в Кот-д'Ивуаре, центр региона Ля-Ме в округе Лагюн. Население — 61 884 чел. (2004).
В городе родился Леон Эммануэль Моне — мэр этого города, затем — министр энергетики при президенте Лоране Гбагбо. Также здесь родились Жерар Ньянуан — футболист и Патрик Аши — политик.

## География и климат
Город расположен на юго-востоке страны, менее чем в 80 км от границы с Ганой. Расстояние до столицы страны, Ямусукро, примерно составляет 176 км (по прямой; по авто- и железной дороге — от 202 до 220 км).
| Показатель                                           | Янв. | Фев. | Март | Апр. | Май  | Июнь | Июль | Авг. | Сен. | Окт. | Нояб. | Дек. | Год  |
| ---------------------------------------------------- | ---- | ---- | ---- | ---- | ---- | ---- | ---- | ---- | ---- | ---- | ----- | ---- | ---- |
| Средний суточный максимум, °C                        | 32,4 | 33,3 | 33,2 | 32,9 | 31,8 | 30,2 | 28,6 | 27,9 | 29,2 | 30,4 | 31,8  | 31,9 | 33,5 |
| Средняя температура, °C                              | 26,8 | 27,8 | 28,0 | 28,0 | 27,3 | 26,3 | 25,2 | 24,4 | 25,6 | 26,3 | 27,2  | 27,0 | 26,7 |
| Средний суточный минимум, °C                         | 21,3 | 22,4 | 22,9 | 23,1 | 22,9 | 22,4 | 21,8 | 21,0 | 22,0 | 22,3 | 22,6  | 22,1 | 22,2 |
| Норма осадков, мм                                    | 18   | 54   | 115  | 155  | 197  | 253  | 148  | 61   | 127  | 176  | 90    | 30   | 1324 |
| Источник: http://en.climate-data.org/location/54960/ |      |      |      |      |      |      |      |      |      |      |       |      |      |

## Население
Численность населения города стабильно растёт: если в 1975 году здесь проживало 21 147 человек, а в 2004 — 61 886, то в 2014 — 98 846.